# 补液
补液（fluid replacement）或液体复苏（fluid resuscitation）是一種治療手段，當病人因出汗、出血或其他原因導致体液流失時需要及時補充體液。患者可以通過口服补液、靜脈注射、皮下注射等方式補充體液。靜脈注射的效果和速度比口服补液和皮下注射要來得快。